# Llista d'ocells de Maurici
Aquesta llista d'ocells de Maurici inclou totes les espècies d'ocells trobats a la República de Maurici: 123, de les quals 8 en són endemismes, 16 es troben amenaçades d'extinció i 21 hi foren introduïdes.
Els ocells s'ordenen per famílies i espècies:

## Diomedeidae
- Diomedea exulans
- Thalassarche melanophris
- Thalassarche chlororhynchos
- Phoebetria fusca
- Phoebetria palpebrata

## Procellariidae
- Macronectes giganteus
- Daption capense
- Pterodroma aterrima
- Pterodroma arminjoniana
- Pterodroma baraui
- Pachyptila desolata
- Pachyptila belcheri
- Pachyptila turtur
- Bulweria bulwerii
- Puffinus carneipes
- Puffinus pacificus
- Puffinus lherminieri

## Hydrobatidae
- Oceanites oceanicus
- Pelagodroma marina
- Fregetta tropica
- Fregetta grallaria

## Phaethontidae
- Phaethon rubricauda
- Phaethon lepturus

## Sulidae
- Sula abbotti
- Sula dactylatra
- Sula sula

## Fregatidae
- Fregata minor
- Fregata ariel

## Ardeidae
- Ardeola ralloides
- Bubulcus ibis
- Butorides striata

## Phoenicopteridae
- Phoenicopterus roseus
- Phoenicopterus minor

## Anatidae
- Anas melleri
- Anas querquedula

## Accipitridae
- Haliaeetus vociferoides
- Circus aeruginosus

## Falconidae
- Falco punctatus
- Falco eleonorae
- Falco concolor
- Falco peregrinus

## Phasianidae
- Francolinus pintadeanus
- Francolinus pondicerianus
- Margaroperdix madagascarensis
- Coturnix coturnix
- Perdicula asiatica

## Numididae
- Numida meleagris

## Turnicidae
- Turnix nigricollis

## Rallidae
- Gallirallus philippensis
- Dryolimnas cuvieri
- Porphyrio porphyrio
- Porphyrio alleni
- Gallinula chloropus

## Glareolidae
- Glareola pratincola
- Glareola maldivarum
- Glareola ocularis

## Charadriidae
- Pluvialis fulva
- Pluvialis squatarola
- Charadrius hiaticula
- Charadrius dubius
- Charadrius mongolus
- Charadrius leschenaultii

## Scolopacidae
- Limosa lapponica
- Numenius phaeopus
- Numenius arquata
- Tringa stagnatilis
- Tringa nebularia
- Tringa ochropus
- Tringa glareola
- Xenus cinereus
- Actitis hypoleucos
- Heterosceles brevipes
- Arenaria interpres
- Calidris tenuirostris
- Calidris alba
- Calidris minuta
- Calidris ferruginea
- Philomachus pugnax

## Stercorariidae
- Stercorarius maccormicki
- Stercorarius skua

## Sternidae
- Sterna bergii
- Sterna dougallii
- Sterna hirundo
- Sterna albifrons
- Sterna anaethetus
- Sterna fuscata
- Anous tenuirostris
- Anous stolidus
- Gygis alba

## Columbidae
- Columba livia
- Nesoenas mayeri
- Streptopelia picturata
- Streptopelia chinensis
- Geopelia striata

## Psittacidae
- Psittacula krameri
- Psittacula echo
- Agapornis canus

## Apodidae
- Aerodramus francicus

## Coraciidae
- Eurystomus glaucurus

## Hirundinidae
- Phedina borbonica

## Campephagidae
- Coracina typica

## Pycnonotidae
- Pycnonotus jocosus
- Hypsipetes olivaceus

## Sylviidae
- Acrocephalus rodericanus

## Monarchidae
- Terpsiphone bourbonnensis

## Zosteropidae
- Zosterops borbonicus
- Zosterops chloronothos

## Corvidae
- Corvus splendens

## Sturnidae
- Acridotheres tristis

## Ploceidae
- Ploceus cucullatus
- Foudia madagascariensis
- Foudia rubra
- Foudia flavicans
- Euplectes hordeaceus

## Estrildidae
- Estrilda astrild
- Lonchura punctulata
- Padda oryzivora

## Fringillidae
- Serinus mozambicus

## Passeridae
- Passer domesticus[1]